# 녜웨이핑
녜웨이핑(중국어 간체자: 聂卫平, 정체자: 聶衛平, 병음: Niè Wèipíng, 1952년 8월 17일 ~ )은 중국의 바둑 기사이다. 허베이성(河北省) 출생. 9살 때 동생과 함께 부모님이 두던 바둑을 흉내내기 시작하면서 바둑을 배워 입문했다. 중국의 프로전문기사제도가 시행되면서 1982년 프로 바둑 기사로 데뷔했으나 9단으로 인정받았다. 1979년 세계아마추어바둑선수권대회 최초로 우승을 차지했으나,전국 대회 개인전 6회 우승을 비롯해 통산 26회 우승을 기록. 그의 별명인 '헤이룽장성의 반달곰', ‘철의 수문장’은 그의 두텁고 중후한 기풍을 설명해 준다.
그후 1980년대 중반 중일 슈퍼 대항전에서 중국팀 주장으로 출전해 11연승을 기록하며, 중국 바둑을 견인했다는 평을 듣고 있다. 이후 중국바둑협회로부터 ‘기성(棋聖)’ 칭호를 받았으며, 중국바둑협회 부주석 겸 기술위원회 주임을 역임했다.

## 경력
- 1982년 9단 프로 데뷔 후 9단 인정
- 1979년 세계아마추어바둑선수권대회 우승
- 전국개인전 우승(1975, 1977, 1978, 1979, 1981, 1983)
- 신체육배 우승(1979, 1980, 1981, 1982, 1983, 1988, 1989, 1990)
- 제2회 기왕전 우승
- 십강전 우승(1987, 1988, 1989 등 6차례)
- 1987년 1회 CCTV배 우승 (대 차오다위안), 제1회 천원전 준우승 (대 마샤오춘 1:2),
- 1989년 제1회 응씨배 준우승 (대 조훈현 2:3)
- 1990년 제3회 후지쯔배 준우승 (대 린하이펑)
- 1991년 제1회 국수전 우승, 제5회 천원전 우승 (대 류샤오광 3:0)
- 1992년 제6회 천원전 우승 (대 마샤오춘 3:1), 제5회 중일 천원전 우승 (대 린하이펑 2:0)
- 1993년 5회 CCTV배 우승 (대 마샤오춘), 제5회 TV바둑 아시아 선수권대회 4강
- 제4회, 5회 동양증권배 4강
- 1995년 제6회 동양증권배 준우승 (대 마샤오춘 1:3), 제9회 천원전 도전권, 보성배 우승
- 마샤오춘과 7번기 특별대국에서 승리(4:3)
- 1997년 9회 CCTV배 우승 (대 위빈), 제9회 TV바둑 아시아 선수권대회 4강
- 1998년 제3회 삼성화재배 16강
- 2004년 제9회 삼성화재배 32강
- 2015년 제2회 몽백합배 본선64강
- 2019년 초대 응씨배 제패 30주년 특별대국 (대 조훈현 승리)

## 국제 기전 성적
| 기전       | 1988   | 1989 | 1990   | 1991 | 1992  | 1993 | 1994   | 1995  | 1996 | 1997 | 1998 |
| ---------- | ------ | ---- | ------ | ---- | ----- | ---- | ------ | ----- | ---- | ---- | ---- |
| 잉씨배     | 준우승 | -    | -      | -    | ×     | -    | -      | -     | ×    | -    | -    |
| 후지쯔배   | 3위    | 16강 | 준우승 | 16강 | 8강   | 16강 | ×      | 16강  | 16강 | ×    | ×    |
| 동양증권배 | ×      | ×    | 8강    | -    | 4강   | 4강  | 준우승 | 8강   | -    | 16강 | ×    |
| 삼성화재배 | -      | -    | -      | -    | -     | -    | -      | -     | 16강 | 16강 | 16강 |
| LG배       | -      | -    | -      | -    | -     | -    | -      | -     | 16강 | 24강 | ×    |
| 춘란배     | -      | -    | -      | -    | -     | -    | -      | -     | -    | -    | 16강 |
| TV아시아   | -      | 4강  | ×      | ×    | 1회전 | 4강  | ×      | 1회전 | ×    | 4강  | ×    |